# Báncsipkés
Báncsipkés (1899-ig Sipkó, szlovákul: Šípkov) község Szlovákiában, a Trencséni kerületben, a Báni járásban.

## Fekvése
Bántól 19 km-re északkeletre.

## Története
Területén a bronzkorban a hallstatti kultúra erődített települése állt.
Báncsipkést 1295-ben „Sonko” néven említik először, 1389-ben „Zybkov”, 1481-ben „Sypko”, 1598-ban „Sipko” néven szerepel okiratban. Ugróc várának uradalmához tartozott. 1598-ban 23 háza állt. 1720-ban 7 adózója közül 6 zsellér volt. 1784-ben 38 házában 54 család és 354 lakos élt.
A 18. század végén Vályi András így ír róla: „SIPKOV. Tót falu Trentsén Várm. földes Urai Gr. Kolonics, és B. Zay Uraságok, lakosai katolikusok, fekszik Nagy Zlatinának szomszédságában, mellynek filiája, határja termékeny, legelője, erdeje bőven van.”
1828-ban 37 házát 456-an lakták. Lakói földművesek, erdei munkások, napszámosok voltak.
Fényes Elek 1851-ben kiadott geográfiai szótárában így ír a faluról: „Sipkov, tót falu, Trencsén vmegyében, a zai-ugróczi uradalomban: 325 kath., 72 evang., 5 zsidó lak. Határja hegyes erdős és sovány, legelője elég; de rétje felette kevés. Ut. p. Zsámbokrét.”
1905-ben az egész falu leégett egy tűzvészben. A trianoni diktátumig Trencsén vármegye Báni járásához tartozott, ezután az újonnan létrehozott csehszlovák államhom csatolták.
1944-ben területén partizáncsoportok működtek. November 7-én a németek megszállták a falut és megtorlásul a partizánok támogatásáért 23 lakost kivégeztek.

## Népessége
| Év:            | 1994. | 2004.    | 2014.   | 2024.   |
| -------------- | ----- | -------- | ------- | ------- |
| Emberek száma: | 192   | 150      | 143     | 144     |
| Eltérés:       |       | -21,87 % | -4,66 % | +0,69 % |

| Év:            | 2023. | 2024.   |
| -------------- | ----- | ------- |
| Emberek száma: | 148   | 144     |
| Eltérés:       |       | -2,70 % |

1910-ben 862, túlnyomórészt szlovák anyanyelvű lakosa volt.
2001-ben 176 lakosából 174 szlovák volt.
2011-ben 144 lakosából 139 szlovák volt.

## Nevezetességei
- Római katolikus temploma 1992-ben épült.